# きくスポ!
きくスポ!は北海道放送（HBCラジオ）で放送されていたスポーツ番組。

## 概要
サッカーのJリーグやバスケットボールのB.LEAGUE、バレーボールのV.LEAGUEといった北海道のプロスポーツを取り上げると共に、スキージャンプやスケートといったウインタースポーツなどの週末に開催されたスポーツの情報を届ける。
また、プロ野球の北海道日本ハムファイターズのオフシーズンの情報に加え、春季キャンプの情報も伝える。

## 放送時間
- 毎週日曜日 16:30-17:30（2023年10月7日-2024年3月24日）
- 毎週日曜日 16:00/プロ野球中継終了後-17:00（プロ野球シーズン期間中 2024年3月31日-9月29日）[2][3]

## パーソナリティ
- 世永聖奈（HBCアナウンサー、2023年10月7日-2024年3月24日）
- HBCスポーツアナウンサー（週替わり）

## 主な企画
- ウィークリースポーツ
  - 北海道内のスポーツを中心に1週間のスポーツニュースを振り返る。
- きょうのスポーツ
  - 日曜に行われたプロ野球以外のスポーツニュースを紹介する。
- ミュージックゾーン
  - 週替りのテーマで音楽やトークを展開する。

過去
- 北海道スポーツギャラリー
  - スポーツ関係者をゲストに迎えてインタビューを展開する。
- きくスポ!タイムトラベル
  - スポーツの国際化が進んだ平成時代から、毎回ある1年をテーマに世相やスポーツの話題を振り返りながら当時のヒット曲を紹介する。